# Campo do Vao
El Campo do Vao és un camp de futbol de la parròquia de Coruxo, al municipi de Vigo (Pontevedra), situat a la vora de la platja del mateix nom i de l'illa de Toralla. Hi juga com a local el Coruxo Fútbol Club.
El 2013 la Diputació de Pontevedra va invertir 100.000 euros en la reforma dels vestidors i en el camp annex de minifutbol de gespa sintètica. Fins a l'octubre del 2020 O Vao tenia una capacitat de 1.500 localitats, que va veure augmentada en aquesta data fins a 2.000, en ser habilitades grades supletòries a banda i banda de la petita tribuna que acull la llotja d'autoritats.